# Магнус Хедман
Магнус Хедман (на шведски Magnus Hedman) е бивш шведски футболен вратар. Има 58 участия за Шведския Национален отбор, с когото записва участия на две Световни първенства и на две Европейски първенства.

## Състезателна кариера
Започва своята кариера през 1990 година в АИК. С тях печели титлата в Алсвенскан за 1992 година. Получава признание и е поканен в Националния отбор за Световното първенство през 1994 като резерва на легендарния Томас Равели. Дебютира за националния отбор на Швеция през февруари 1997 г. През юли същата година преминава в английския Ковънтри Сити. На Евро 2000 взима участие във всичките мачове на „Тре Конур“. Добрите му изяви му носят наградата „Футболист на годината“ (Guldbollen) в Швеция. Неизменен титуляр и на Световното първенство през 2002. През сезон 2000-01 Ковънтри изпадат в Чемпиъншип, а Хедман губи титулярното си място, изместен от младежкия национал на Англия Крис Къркланд. След края на сезон 2001-02 англичанинът преминава в Ливърпул и на Магнус отново е даден шанс за изява. През 2002 година преминава в шотландския Селтик. През 2004 г. е даден под наем на опашкаря в Серия А Анкона, но и там не впечатлява с изявите си. При престоя си в Италия е поканен да представя Швеция на Евро 2004, но вече като резерва на младата надежда Андреас Исаксон. На 14 ноември 2006 г. Магнус Хедман преминава в Челси, които след инцидента с Петер Чех остават без титулярен страж.  До края на сезона Хедман не записва нито едно участие с отбора и е освободен.

## Семейство
Женен е за бившия модел и поп певица – Магдалена Граф, от която има трима сина. Хедман и красивата блондинка са коронясани в Родината си за шведското семейство Бекъм.

## Успехи
АИК
- Шампион на Алсвенскан - 1992
- Футболист на годината (Guldbollen) в Швеция – 2000